# Rijksmuseum Twenthe

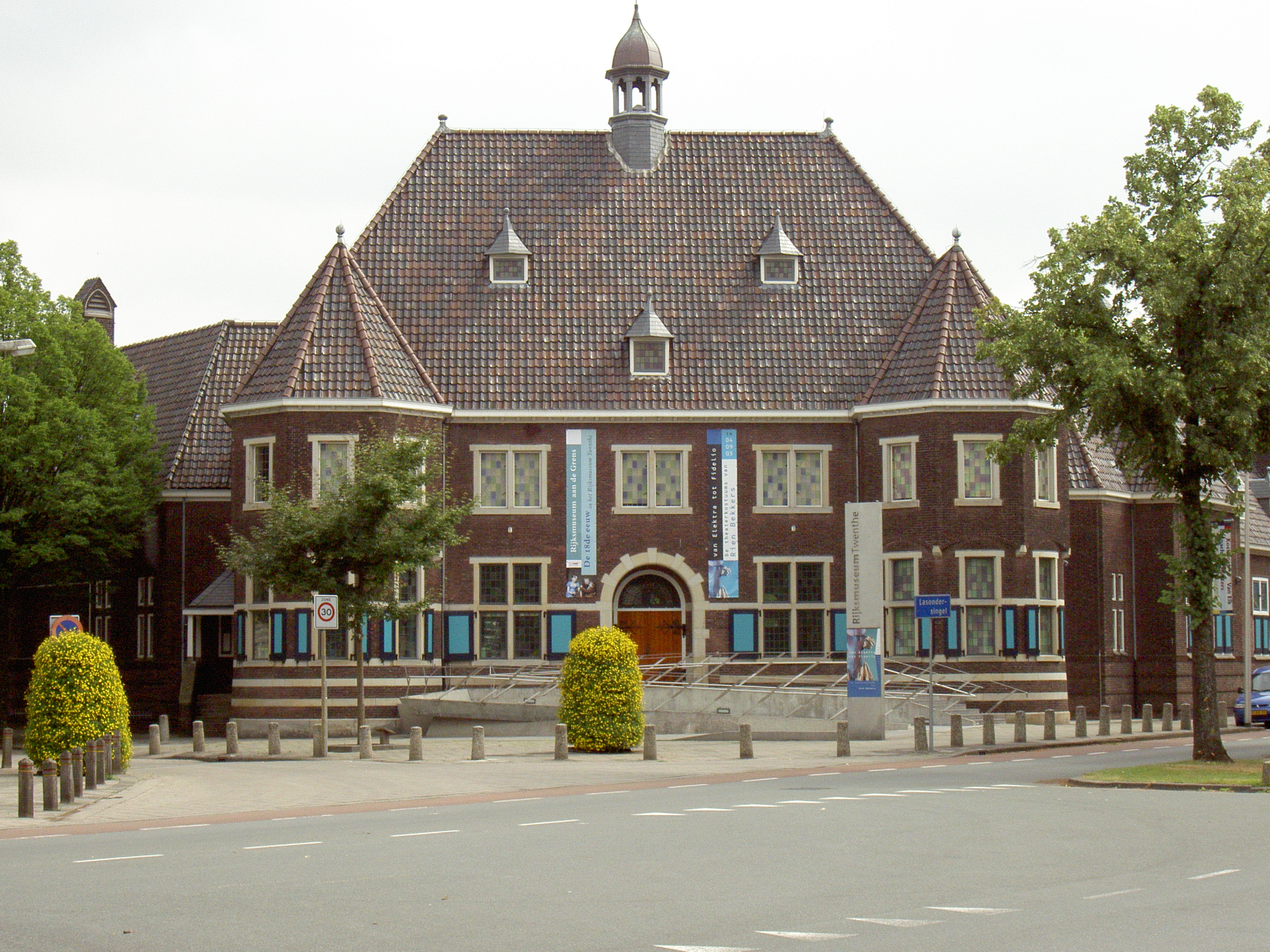
Rijksmuseum Twenthe

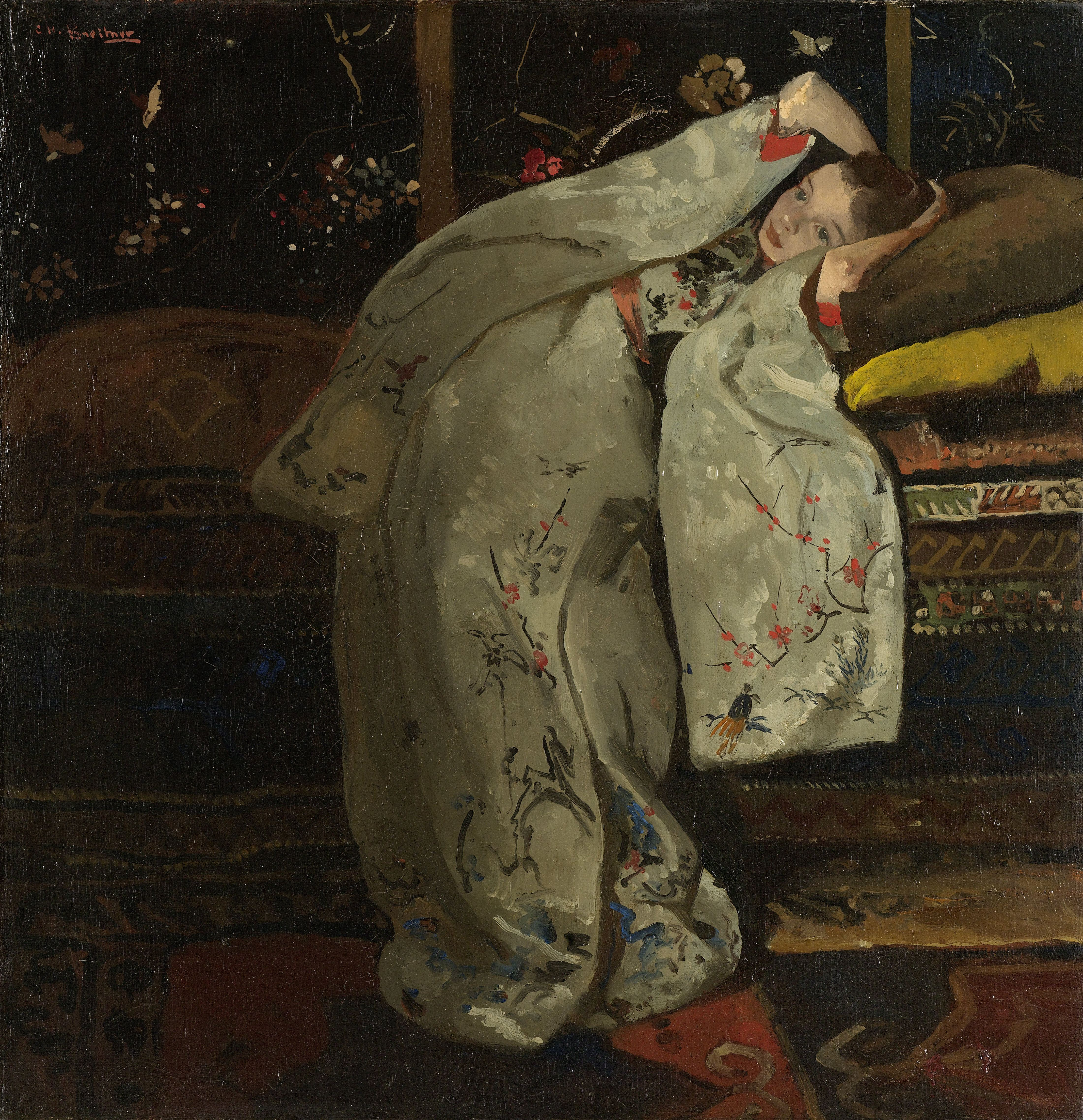
George Hendrik Breitner, Mädchen im weißen Kimono, 1893

Das Rijksmuseum Twenthe ist ein Museum für alte und neue Kunst in der niederländischen Stadt Enschede.

## Geschichte
Gründer und Stifter des Museums war der Textilfabrikant Jan Bernard van Heek. Seine Sammlung von 140 Werken, hauptsächlich Gemälde vom Mittelalter bis ins 19. Jahrhundert, bildeten die Grundlage des Museums, das 1930 eröffnet und an den Staat übergeben wurde. In seinen Anfängen war es sowohl ein Kunstmuseum als auch ein historisch-kulturgeschichtliches Museum. So beherbergte es die Sammlung der Oudheidkamer Twenthe. Später wurde der Sammlungsteil in das Museum „Twentse Welle“ verlagert.
Private Stifter trugen maßgeblich zum Wachstum des Bestands auf über 8000 Objekte vom 13. Jahrhundert bis in die Gegenwart bei:
- In den 1960er Jahren stifteten die Textilfabrikanten J. B. Scholten und M. G. van Heel ihre großen Gemäldesammlungen des 17. und 19. Jahrhunderts.
- In den 1990er Jahren bereicherten J. M. van Kempen mit hunderten Druckgraphiken, Zeichnungen und Büchern und die Martens-Mulder-Stiftung mit Silber aus dem 17. und 18. Jahrhundert das Museum.
- Der Sammler Karel Levisson schenkte dem Museum hunderte von Zeichnungen und Druckgraphiken aus dem 19. und 20. Jahrhundert.
- Die Sammlung des Depots VBVR bereichert seit 1965 das Museum mit über 1000 Werken moderner Kunst.

## Gebäude
Die Architekten Karel Muller und Anton Beudt bauten das Gebäude im Auftrag der Familie Van Heek. Die Anlage ähnelt einem Kloster. Die Absicht der Architekten war es, einen geschlossenen Komplex zu bauen, in dem Kunst in aller Ruhe betrachtet werden kann. Das Museum wurde mehrfach im ursprünglichen Stil erweitert.
In den Jahren 1994–1996 wurde das Gebäude von Ben van Berkel umgebaut: Er baute einen neuen modernen Schausaal und das Museumscafé. Die Gebäude wurden mit einer Klimaanlage ausgestattet. Der Landschaftsarchitekt Lodewijk Baljon entwarf den Museumsgarten im Innenhof.
Durch die Explosion der Feuerwerksfabrik von Enschede am 13. Mai 2000 wurde das Gebäude schwer beschädigt, nicht aber die Sammlung. Das Museum blieb bis zum 14. Mai 2002 wegen Reparaturarbeiten geschlossen. An die Explosion erinnert ein gesplittertes Verbund-Sicherheitsglas-Fenster.